# Kubischer Komplex

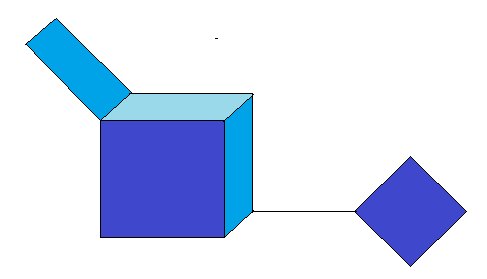
Beispiel eines kubischen Komplexes

In der Mathematik ist ein kubischer Komplex ein polyhedrischer Komplex, der aus Punkten, Strecken, Quadraten, Würfeln und Hyperwürfeln beliebiger Dimensionen gebaut ist.

## Definition
Ein Elementarintervall ist eine Menge {\displaystyle I\subset \mathbb {R} } der Form {\displaystyle I=\left[l,l+1\right]} oder {\displaystyle I=\left[l,l\right]} für eine ganze Zahl {\displaystyle l\in \mathbb {Z} }. 
Ein Elementarwürfel {\displaystyle Q\subset \mathbb {R} ^{d}} ist ein Produkt {\displaystyle Q=I_{1}\times \ldots \times I_{d}} von Elementarintervallen. 
Ein kubischer Komplex {\displaystyle X} ist eine Vereinigung von Elementarwürfeln, deren Schnittmenge jeweils entweder leer oder eine gemeinsame Seitenfläche ist.

## Metrik
Auf einem kubischen Komplex wird eine Metrik definiert, indem jeder Elementarwürfel mit der euklidischen Metrik des {\displaystyle \mathbb {R} ^{d}} versehen wird und der Abstand zweier Punkte in unterschiedlichen Elementarwürfeln dann als die kürzeste Länge eines aus Geraden in Elementarwürfeln zusammengesetzten Weges definiert wird.